# Maskellanna beyeriae
Maskellanna beyeriae är en insektsart som först beskrevs av Green 1915.  Maskellanna beyeriae ingår i släktet Maskellanna och familjen pansarsköldlöss. Inga underarter finns listade i Catalogue of Life.